# Vice Fund
Vice Fund (deutsch Laster-Fonds) ist ein US-amerikanischer Investmentfonds, der ausschließlich in Alkohol, Zigaretten, Glücksspiel und die Rüstungsindustrie investiert. Der Name leitet sich dadurch ab, dass die für Investments ausgewählten Wirtschaftsbereiche von Menschen teilweise als „lasterhaft“ angesehen werden. Aufgrund dieser speziellen Ausrichtung erhielt der Fonds ein besonders hohes, meist kritisches Medieninteresse. Die Performance des Fonds wurde in der allgemeinen Berichterstattung hervorgehoben, weil der Fonds den S&P 500 Index mehrfach übertroffen hat.

## Geschichte
Gegründet wurde der Fonds 2002 von Dan Ahrens in Texas.

## Fonds-Zusammensetzung
Die zehn Unternehmen mit dem höchsten investierten Kapital des Fonds Ende März 2014
| Prozentsatz | Unternehmen                 | Wirtschaftsbereich |
| ----------- | --------------------------- | ------------------ |
| 6,5         | Lorillard                   | Zigaretten         |
| 5,2         | Philip Morris International | Zigaretten         |
| 5,0         | Altria Group                | Zigaretten         |
| 4,9         | MGM Resorts Intl            | Glücksspiel        |
| 4,9         | Reynolds American           | Zigaretten         |
| 4,8         | Raytheon                    | Rüstung            |
| 4,2         | Constellation Brands        | Alkohol            |
| 4,0         | Galaxy Entertainment Group  | Glücksspiel        |
| 3,9         | Lockheed Martin Corp        | Rüstung            |
| 3,8         | Las Vegas Sands Corp        | Glücksspiel        |

## Fonds-Performance
Die Performance des Fonds Jahres-Renditen des Fonds:
| Jahr         | Rendite (in %) |
| ------------ | -------------- |
| 2010         | 35,06          |
| 2009         | −42,83         |
| 2008         | 4,44           |
| 2007         | 14,10          |
| 2006         | 34,33          |
| 2005         | 6,41           |
| 2004         | 24,37          |
| 2003         | 34,33          |
| Durchschnitt | 13,78          |

## Verwaltetes Kapitalvermögen
Verwaltetes Vermögen in US-Dollar jeweils zum 31. März des Jahres.
| Jahr | Vermögen (in US$-Millionen) |
| ---- | --------------------------- |
| 2011 | 79,04                       |
| 2010 | 76,73                       |
| 2009 | 70,99                       |
| 2008 | 180,58                      |
| 2007 | 103,03                      |
| 2006 | 50,53                       |
| 2005 | 31,48                       |
| 2004 | 10,38                       |